# Кацура Йосіхіто
Принц Йосіхіто Кацура (яп. 桂宮宜仁親王; 11 лютого 1948 — 8 червня 2014) — член Імператорського дому Японії та другий син Такахіто, принца Мікаси та Юріко, принцеси Мікаси. Спочатку відомий як принц Йосіхіто з Мікаса, потім отримав титул принц Кацура і 1 січня 1988 року був затверджений родоначальником нової гілки імператорської сім'ї.

## Біографія
У 1971 році закінчив відділення політології факультету права Університету Гакусюін. З 1971 по 1973 роки навчався у вищій школі Австралійського національного університету в Канберрі (Австралія). Потім повернувся до Японії, де з 1974 по 1985 роки працював адміністратором у корпорації NHK.
У 1982 році Йосіхіто повернувся до Австралії у складі японської делегації в ознаменування десятої річниці австралійсько-японських відносин. Він також відвідав Нову Зеландію для зміцнення міждержавних зв'язків та дружніх дипломатичних відносин. І хоч його фізичний стан погіршився після низки нападів у 1988 році, він брав активну участь у державній службі й регулярно з'являвся на церемоніях нагородження, дипломатичних раутах і як президент різних благодійних організацій.
У липні 1997 року принц Кацура знову відвідав Австралію для організації в Сіднеї та Мельбурні показових виступів у традиційному японському виді спорту сумо.
Помер від серцевого нападу 8 червня 2014 року у віці 66 років. Похований 17 червня 2014 року на імператорському цвинтарі Тосімагаока в Бункьо, Токіо.

## Хвороба та смерть
У травні 1988 року принц Кацура переніс ряд серцевих нападів та операцію у зв'язку зі станом гострої субдуральної гематоми. У результаті в нього стала паралізована частина тіла від пояса і нижче, що змусило використовувати для пересування інвалідний візок. Попри це він і далі вів активне суспільне життя. А втім, 2008 року він госпіталізувався у зв'язку з сепсисом. На початку 2014 року принцу діагностували невизначене захворювання, що зачіпає та погіршує стан його серця. Рано вранці 8 червня 2014 року він переніс великий серцевий напад і, попри всі зусилля, о 10:50 за місцевим часом оголошений померлим у віці 66 років. На церемонії прощання з померлим було близько 560 сановників, включно з членами Імператорської сім'ї, батьки Кацури — принц і принцеса Мікаса, племінниця — принцеса Акіко.
Принц Кацура був одружений і залишив законних спадкоємців. Оскільки в його братів народжувалися лише дочки, смерть принца знаменує кінець імператорської гілки його батька та його власної гілки. У результаті кількість сімей в імператорському будинку впала до чотирьох, за винятком тих, що належать до гілок імператора Акіхіто та наслідного принца Нарухіто.

## Нагороди
Національні нагороди
- Велика стрічка ордена Хризантеми (27 лютого 1968)

Іноземні нагороди
- Італія: Орден «За заслуги перед Італійською Республікою» (1982)[6]

Почесні посади
- Президент Japan Australia New Zealand Society, Inc.
- Президент Agricultural Society of Japan
- Президент Japan Forestry Association
- Президент Japan Art Crafts Association
- Президент Japanese Urushi Craft•Art Association

## Генеалогічне дерево
| (122) Мейдзі | (122) Мейдзі | (122) Мейдзі | (122) Мейдзі | (122) Мейдзі | (122) Мейдзі |  |  | (123) Тайсьо | (123) Тайсьо | (123) Тайсьо | (123) Тайсьо | (123) Тайсьо | (123) Тайсьо |  |  | (124) Сьова | (124) Сьова | (124) Сьова | (124) Сьова | (124) Сьова | (124) Сьова |  |  | (125) Акіхіто | (125) Акіхіто | (125) Акіхіто | (125) Акіхіто | (125) Акіхіто | (125) Акіхіто |  |  | (126) Нарухіто | (126) Нарухіто | (126) Нарухіто | (126) Нарухіто | (126) Нарухіто | (126) Нарухіто |  |  |          |          |          |          |          |          |  |  |
| (122) Мейдзі | (122) Мейдзі | (122) Мейдзі | (122) Мейдзі | (122) Мейдзі | (122) Мейдзі |  |  | (123) Тайсьо | (123) Тайсьо | (123) Тайсьо | (123) Тайсьо | (123) Тайсьо | (123) Тайсьо |  |  | (124) Сьова | (124) Сьова | (124) Сьова | (124) Сьова | (124) Сьова | (124) Сьова |  |  | (125) Акіхіто | (125) Акіхіто | (125) Акіхіто | (125) Акіхіто | (125) Акіхіто | (125) Акіхіто |  |  | (126) Нарухіто | (126) Нарухіто | (126) Нарухіто | (126) Нарухіто | (126) Нарухіто | (126) Нарухіто |  |  |          |          |          |          |          |          |  |  |
|              |              |              |              |              |              |  |  |              |              |              |              |              |              |  |  |             |             |             |             |             |             |  |  |               |               |               |               |               |               |  |  |                |                |                |                |                |                |  |  |          |          |          |          |          |          |  |  |
|              |              |              |              |              |              |  |  |              |              |              |              |              |              |  |  | Ясухіто     | Ясухіто     | Ясухіто     | Ясухіто     | Ясухіто     | Ясухіто     |  |  | Масахіто      | Масахіто      | Масахіто      | Масахіто      | Масахіто      | Масахіто      |  |  | Фуміхіто       | Фуміхіто       | Фуміхіто       | Фуміхіто       | Фуміхіто       | Фуміхіто       |  |  | Хісахіто | Хісахіто | Хісахіто | Хісахіто | Хісахіто | Хісахіто |  |  |
|              |              |              |              |              |              |  |  |              |              |              |              |              |              |  |  | Ясухіто     | Ясухіто     | Ясухіто     | Ясухіто     | Ясухіто     | Ясухіто     |  |  | Масахіто      | Масахіто      | Масахіто      | Масахіто      | Масахіто      | Масахіто      |  |  | Фуміхіто       | Фуміхіто       | Фуміхіто       | Фуміхіто       | Фуміхіто       | Фуміхіто       |  |  | Хісахіто | Хісахіто | Хісахіто | Хісахіто | Хісахіто | Хісахіто |  |  |
|              |              |              |              |              |              |  |  |              |              |              |              |              |              |  |  |             |             |             |             |             |             |  |  |               |               |               |               |               |               |  |  |                |                |                |                |                |                |  |  |          |          |          |          |          |          |  |  |
|              |              |              |              |              |              |  |  |              |              |              |              |              |              |  |  | Нобухіто    | Нобухіто    | Нобухіто    | Нобухіто    | Нобухіто    | Нобухіто    |  |  | Томохіто      | Томохіто      | Томохіто      | Томохіто      | Томохіто      | Томохіто      |  |  |                |                |                |                |                |                |  |  |          |          |          |          |          |          |  |  |
|              |              |              |              |              |              |  |  |              |              |              |              |              |              |  |  | Нобухіто    | Нобухіто    | Нобухіто    | Нобухіто    | Нобухіто    | Нобухіто    |  |  | Томохіто      | Томохіто      | Томохіто      | Томохіто      | Томохіто      | Томохіто      |  |  |                |                |                |                |                |                |  |  |          |          |          |          |          |          |  |  |
|              |              |              |              |              |              |  |  |              |              |              |              |              |              |  |  |             |             |             |             |             |             |  |  |               |               |               |               |               |               |  |  |                |                |                |                |                |                |  |  |          |          |          |          |          |          |  |  |
|              |              |              |              |              |              |  |  |              |              |              |              |              |              |  |  | Такахіто    | Такахіто    | Такахіто    | Такахіто    | Такахіто    | Такахіто    |  |  | Йосіхіто      | Йосіхіто      | Йосіхіто      | Йосіхіто      | Йосіхіто      | Йосіхіто      |  |  |                |                |                |                |                |                |  |  |          |          |          |          |          |          |  |  |
|              |              |              |              |              |              |  |  |              |              |              |              |              |              |  |  | Такахіто    | Такахіто    | Такахіто    | Такахіто    | Такахіто    | Такахіто    |  |  | Йосіхіто      | Йосіхіто      | Йосіхіто      | Йосіхіто      | Йосіхіто      | Йосіхіто      |  |  |                |                |                |                |                |                |  |  |          |          |          |          |          |          |  |  |
|              |              |              |              |              |              |  |  |              |              |              |              |              |              |  |  |             |             |             |             |             |             |  |  |               |               |               |               |               |               |  |  |                |                |                |                |                |                |  |  |          |          |          |          |          |          |  |  |
|              |              |              |              |              |              |  |  |              |              |              |              |              |              |  |  |             |             |             |             |             |             |  |  | Норіхіто      |               |               |               |               |               |  |  |                |                |                |                |                |                |  |  |          |          |          |          |          |          |  |  |
|              |              |              |              |              |              |  |  |              |              |              |              |              |              |  |  |             |             |             |             |             |             |  |  |               |               |               |               |               |               |  |  |                |                |                |                |                |                |  |  |          |          |          |          |          |          |  |  |